# Прикрашання (геральдика)
Прикрашання — геральдичний термін на позначення прикріплення до гербової фігури або нашоломника меншої фігури чи фігур. Інші варіанти включають геральдичних тварин, прориви, отвори або предмети, такі як капелюхи, нашоломні дошки, хрести, серця тощо. Ця менша геральдична фігура може бути прикріплена до основної фігури як одна деталь, парами або у більшій кількості.
У верхньому гербі, наприклад, шолома може бути прикрашений прикріпленими рогами з паличками листя, невеликими горизонтальними паличками, часто в кілька рядів одна під одною, обвішані листям липи. Також для цієї прикраси підійдуть пальмові листя, прапорці, хрести, квіти і сердечка. Опис герба повинен описувати такі прикраси.
У геральдиці під прикрашанням також розуміють оздоблення герба прапорами та зброєю за щитом або під ним, що з'явилося лише у XVIII столітті. У цьому випадку йдеться про предмети пишноти.

Два золоті роги буйвола, кожен з яких зовні утиканий п'ятьма золотими паличками, три чорні листки лайма праворуч і три червоні листки липи ліворуч
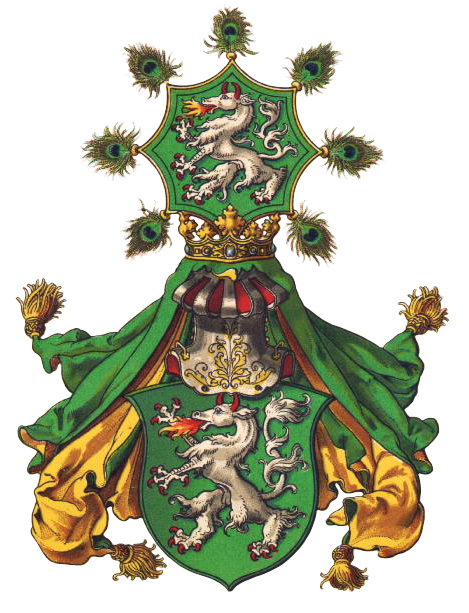
Гербова дошка, прикрашена  павиним пір'ям
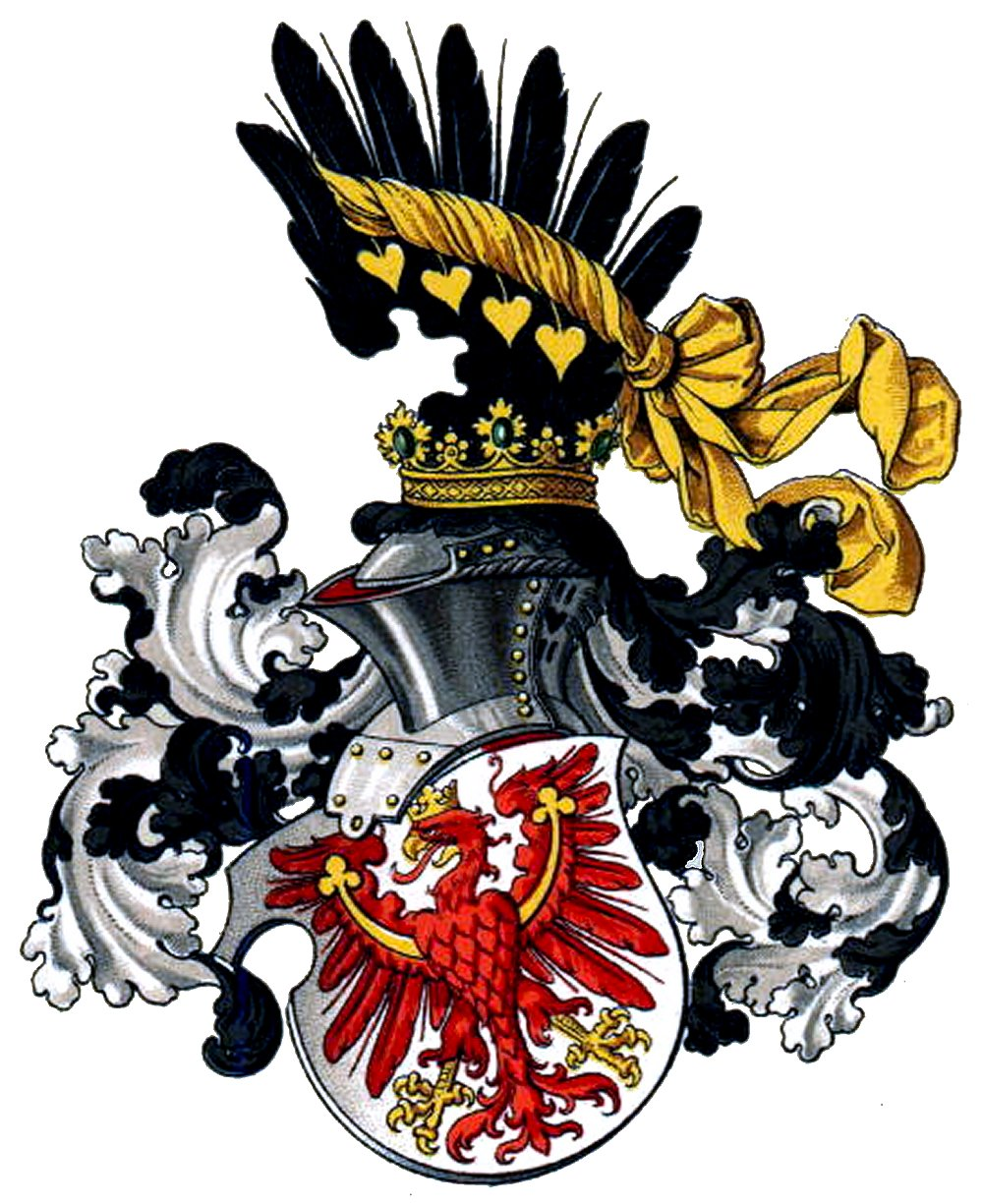
Крило, прикрашене пов'язкою з листками липи